# Opactwo w Clonard
Opactwo w Clonard (ang. Clonard Abbey; irl. Cluain Eraird lub Cluain Iraird) – średniowieczny klasztor położony nad rzeką Boyne w pobliżu wsi Clonard w Irlandii.
Klasztor został założony przez św. Finiana w 520 roku. W VI wieku w opactwie studiowało dwunastu apostołów Irlandii, zaś w okresie rozkwitu w szkole uczyło się około 3000 studentów. Zgodnie z Annałami Ulsteru, w 750 i 788 klasztor został zaatakowany, a kościół podpalony przez wikingów. Natomiast w 1136 atak przypuścili ludzie z Breffni, kradnąc przy tym miecz św. Finiana. W 1152 roku w Kells odbył się synod, w wyniku którego w 1202 roku opactwo zostało przekształcone w diecezję.